# Куренёвка
Куренёвка (укр. Курені́вка) — исторический район в Киеве, известен с середины XVII века, расположен между Подолом, Приоркой и Сырцом.

## Происхождение названия
Название связывают с казацкими куренями — примитивными постройками, типичными для городских окраин той эпохи. По другой версии район своё название получил по названию речушки Куриный Брод, вытекающей из яра близ Мостицкой улицы и названный так из-за своей мелкоты. Ещё в начале XX века Куриный Брод являлся важным левобережным притоком реки Сырец. Притоком Куриного Брода является ручей Западинка (Западинский), по имени которого была названа Западинская улица. Украинский профессор-филолог Яременко В. В. связывает топоним с древнерусским словом «куръ» — «граница поселения, околица, городские стены», возможно от которого происходит и топоним Курск. В документах XVIII—XIX веков упоминается как Коренёвка, Коренёвщина, Коренювщина. Первое упоминание относится к 1723 году.

## История

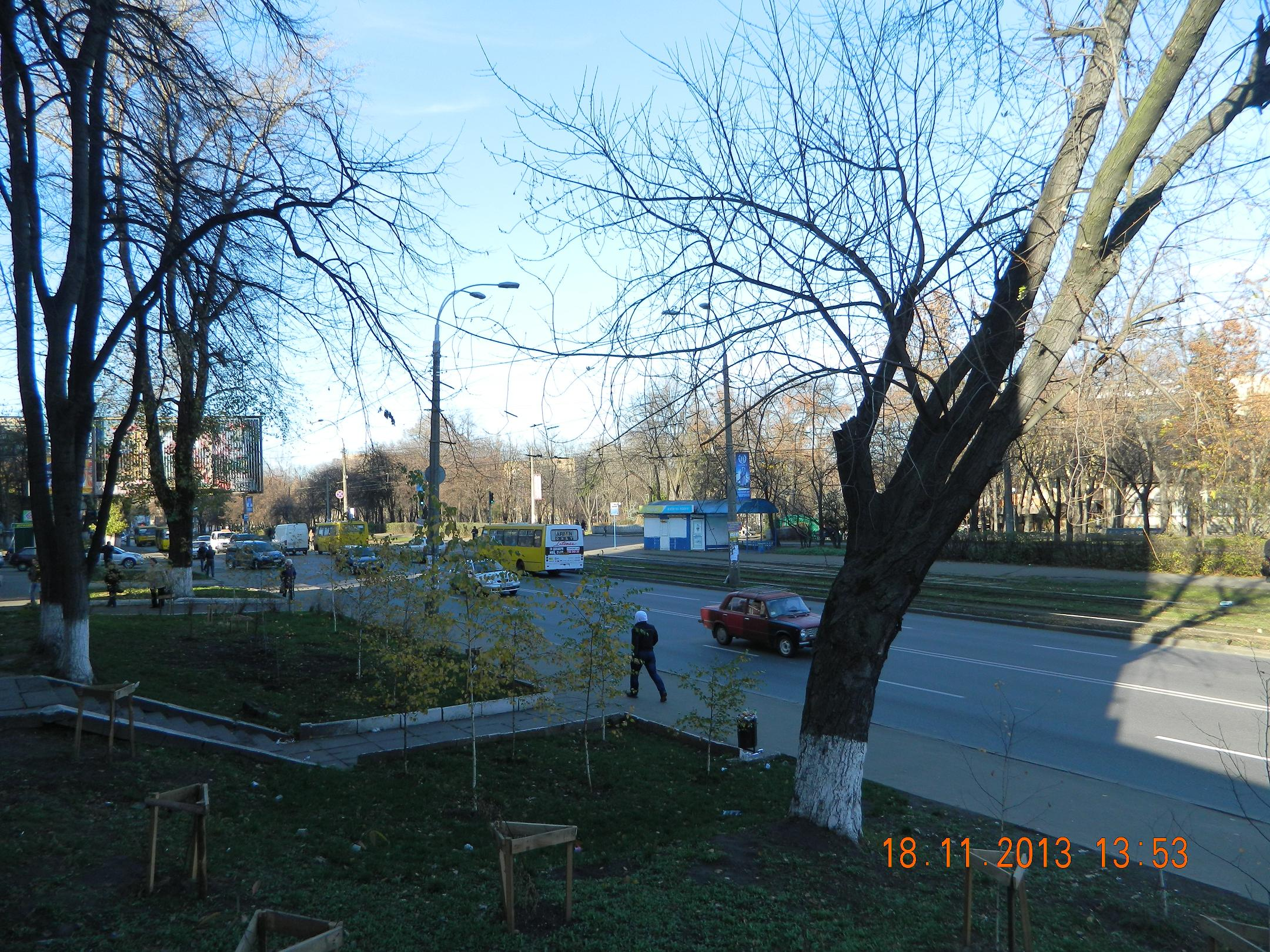
Кирилловская улица возле одноимённого парка.

Куренёвку включили в состав города Киева в 1833 году. С расширением городской черты Куренёвку начали заселять мещане. Они покупали участки, разбивали сады и огороды. Со временем Куренёвка превратилась в местность, снабжавшую Киев плодово-ягодной и овощной продукцией. Правда, городского благоустройства в Куренёвке не было: судя по фотографиям XIX века, здесь находились небольшие домики под соломенной крышей — так что тот, кто решал пожить летом на лоне природы, должен был обходиться минимумом комфорта.
В 1891 году Подол и Куренёвку соединили линией конки, которую через несколько лет электрифицировали и продолжили в 1900 году до Пущи-Водицы. В первой половине 1890-х годов на территории местности строится Троицкое вагонное депо (ныне Подольское трамвайное депо, Кирилловская улица, 132). В 1900-х годах строится трамвайная линия от Лукьяновки на Куренёвку через урочище Репьяхов Яр, действовавшая в летнее время под названием «швейцарский маршрут». Тогда же действовала и трамвайная линия Троицкий парк городской железной дороги — Куренёвский аэродром — урочище Наталка.
В годы Гражданской войны 8—10 апреля 1919 года на Куренёвке произошло восстание, известное как Куренёвское, организованное атаманом Ильёй Струком и направленное против советской власти. Мятежники прорвались на Подол. Их действия сопровождались еврейским погромом. В течение двух дней советские войска под командованием наркома внутренних дел УССР К. Е. Ворошилова подавили мятеж.
В течение 1920-х — 1930-х годов в Куренёвке провели электрификацию. В 1934 году открыт стадион «Спартак» (Кирилловская улица, 101). А летом 1937 года — парк культуры и отдыха «Берёзовая роща» на Вышгородской улице, 5-7.

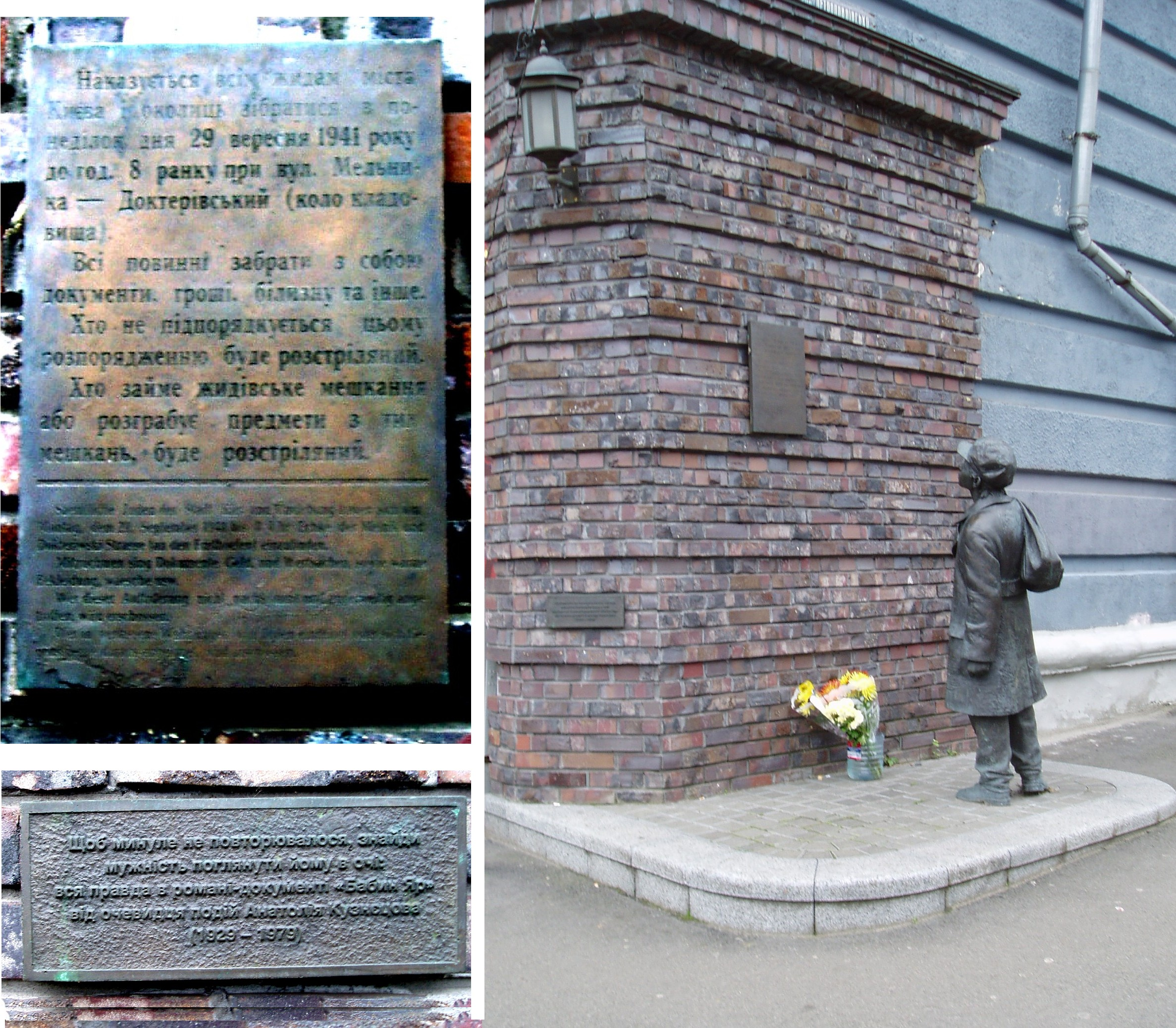
Памятник писателю Анатолию Кузнецову и жертвам расстрелов в Бабьем Яру

В годы Отечественной войны во время второго штурма Киева, который начали 16 сентября 1941 года войска 29-го армейского корпуса вермахта, передовые отряды 296-й пехотной дивизии немцев вошли в Киев через Куренёвку с севера. Этот момент описывает Анатолий Кузнецов в своем автобиографическом романе «Бабий Яр»:
... Я увидел, как наши уходят, и понял, что это конец. Красноармейцы — в своей защитной, выгоревшей форме, одни со скатками, иные без — редко побежали через дворы, по огородам, перепрыгивали заборы.
Стало очень тихо. Много дней шли бои, гремела канонада, выли сирены, бомбёжки были одна за другой, по ночам весь горизонт освещался зарницами и заревами, мы спали на узлах в окопе, земля тряслась и сыпалась нам на головы.
И вот стало тихо — та тишина, которая кажется страшнее всякой стрельбы. И уже было неизвестно, где мы: по эту сторону фронта, уже по ту или посредине.
С железнодорожной насыпи чётко и близко чecaнул пулемёт. …
Вдруг раздался топот, люк [погреба-окопа] поднялся, и соседка Елена Павловна, возбуждённая, на себя не похожая, закричала:
— Что вы сидите? Немцы пришли!

Мне было двенадцать лет. Многое для меня в жизни происходило впервые. Немцы приходили тоже впервые. ...
В начале 1960-х годах после Куренёвской трагедии, Куренёвка начала застраиваться 5—9-этажными жилыми домами (хрущёвки). На территории массива находится одноимённый парк, в территорию которого влился крупный Куренёвский (Птичий) рынок (в том числе самый большой в Киеве «блошиный рынок»). Через массив проходит трамвайная линия, соединяющая город с Пуща-Водицей, а также с Оболонью и Минским массивом. Помимо трамвайных линий и депо на Куренёвке расположено одноимённое троллейбусное депо, построенное в 1984 году, закрытое в 1993 году, восстановленное в 1994 году, которое обслуживает маршруты Оболони и левого берега.
Административно Куренёвка относится к нескольким районам: Подольскому, Оболонскому и Шевченковскому.

## Куренёвская трагедия
После Второй мировой войны, на месте Бабьего Яра решили сделать свалку. А потом планировали засыпать это место и сделать там парк развлечений. Однако, далеко идущим планам не удалось сбыться. Дамбу прорвал мощный поток, состоящий из смеси воды и обломков, вытек из Бабьего Яра и затопил Куреневку. По разным оценкам и данным историков, тогда погибло около 150 жителей столицы. В итоге, это страшное событие получило название «Куреневская трагедия».

## Известные уроженцы Куренёвки
- Кузнецов, Анатолий Васильевич — советский писатель-невозвращенец, автор автобиографического документального романа «Бабий Яр».

## Галерея

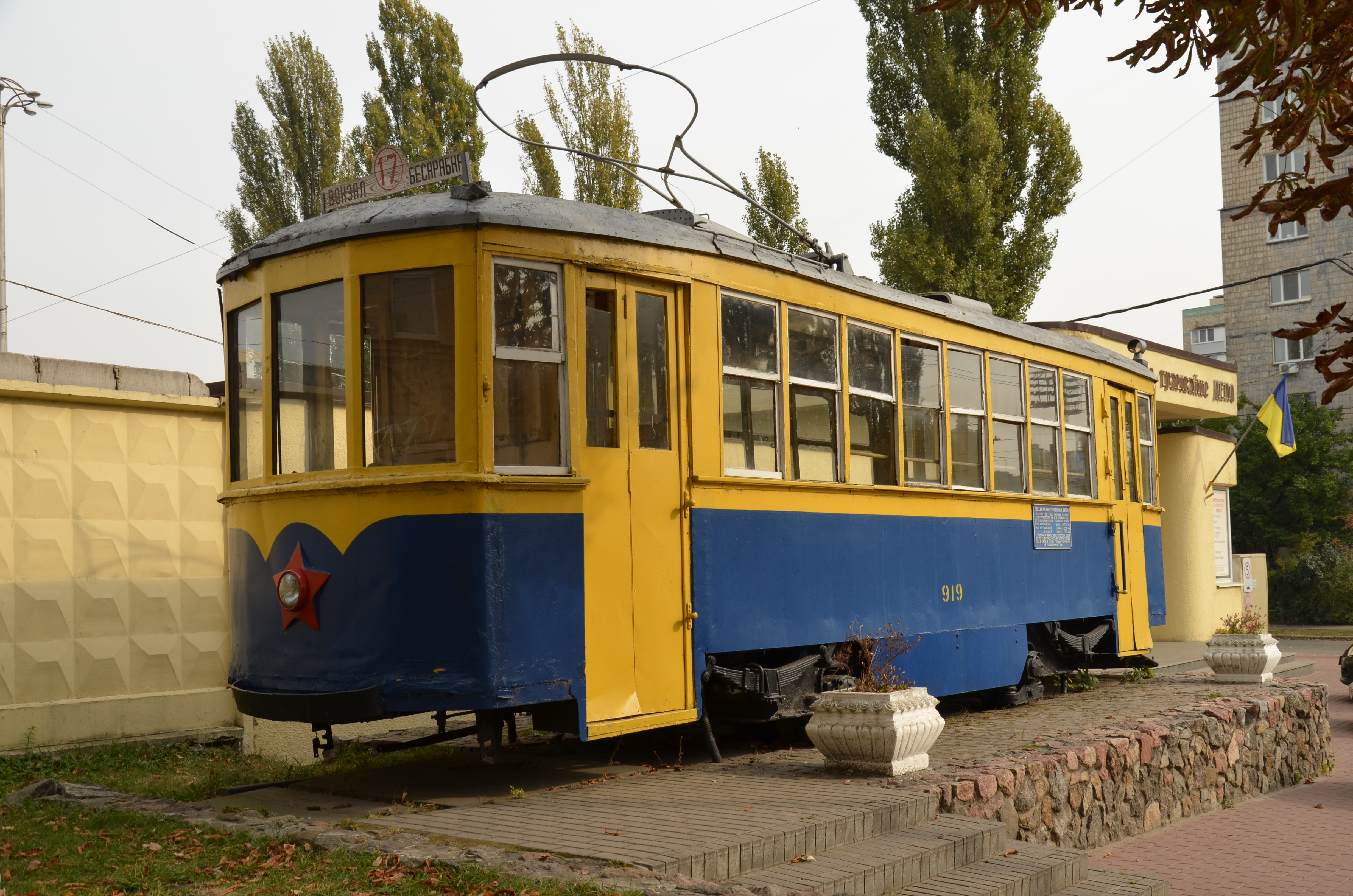
Памятник трамваю, Подольское трамвайное депо
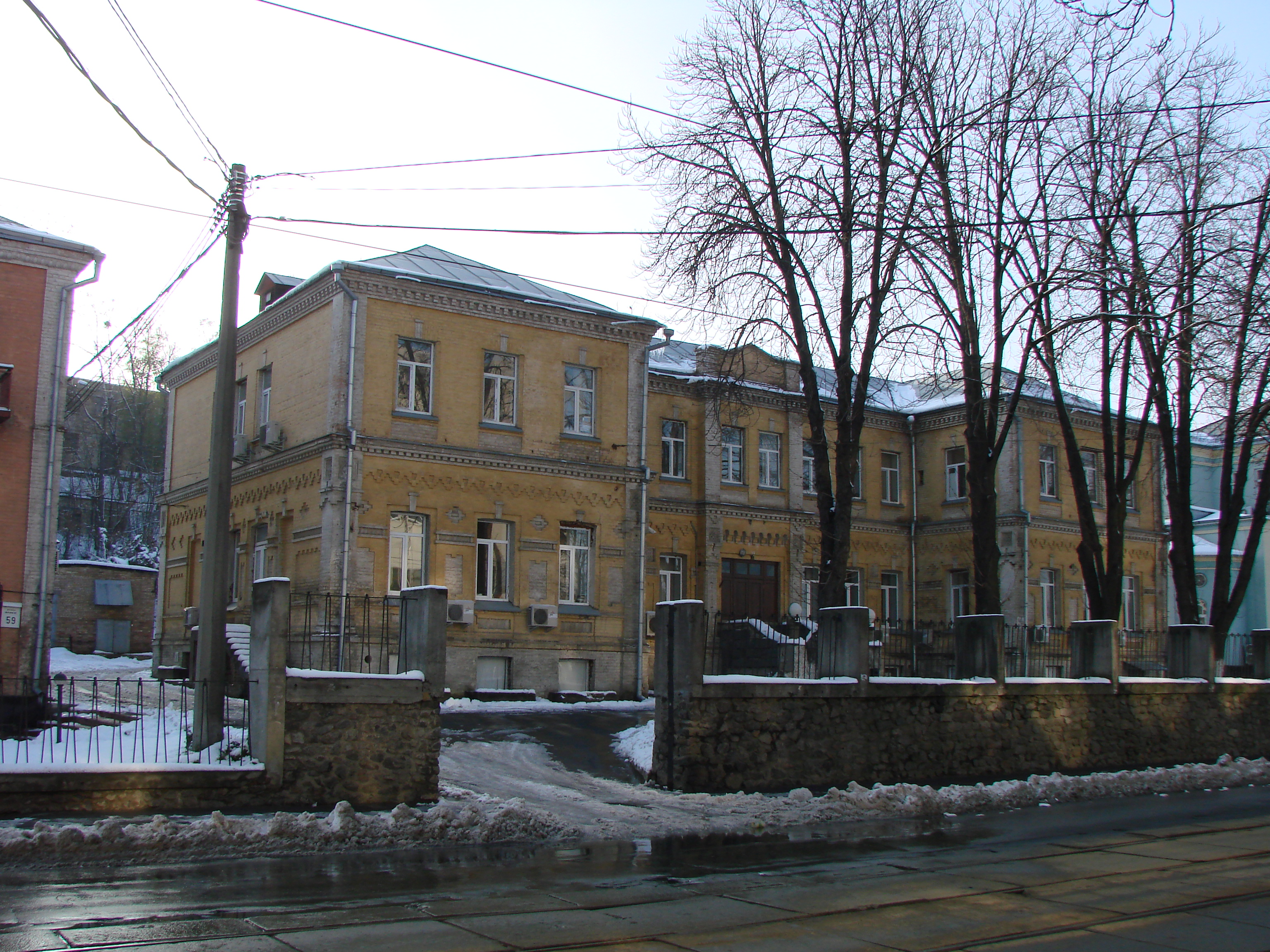
Главный корпус хирургической больницы И. и М. Зайцевых, Кирилловская улица, 61
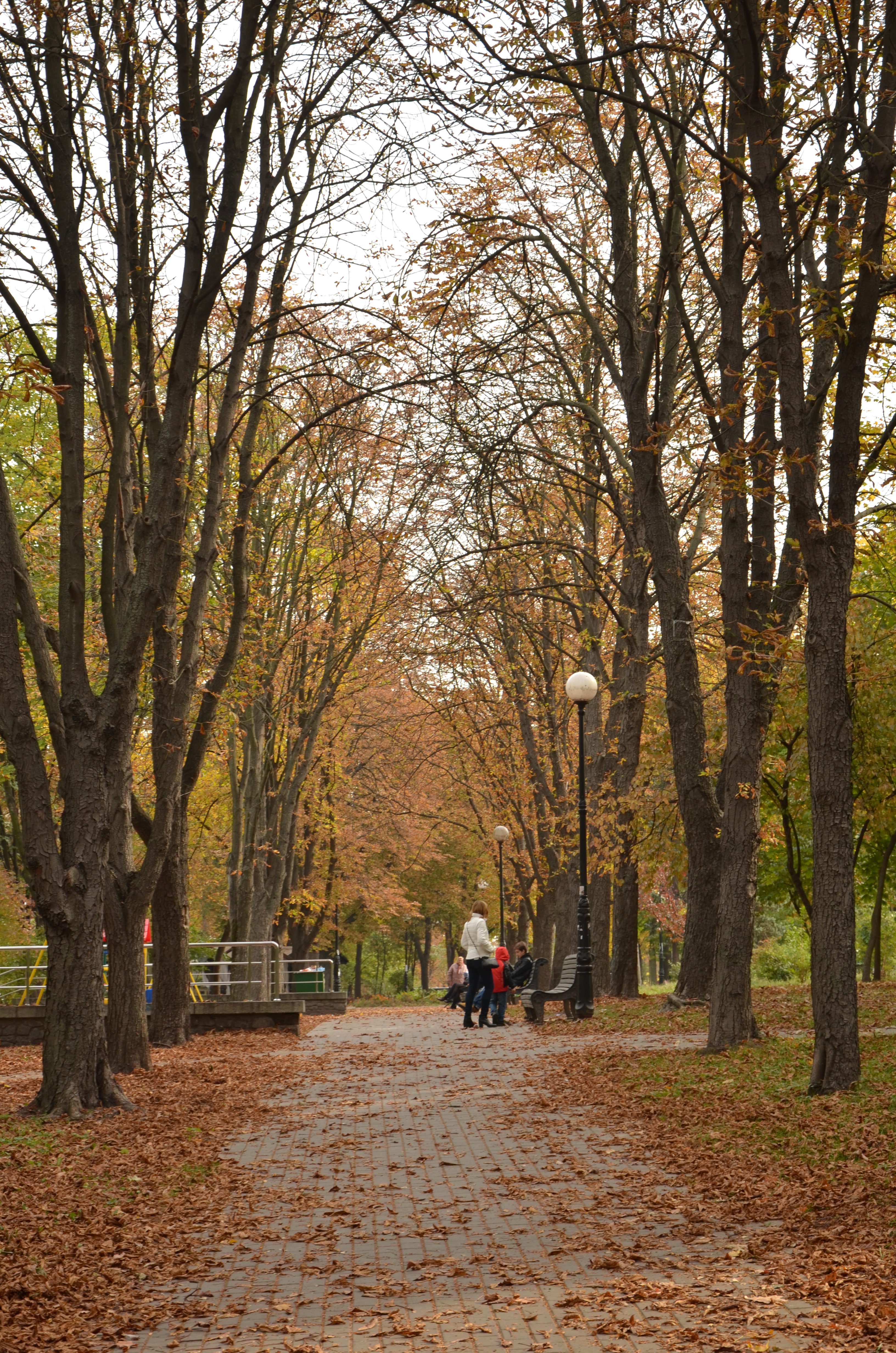
Куренёвский парк
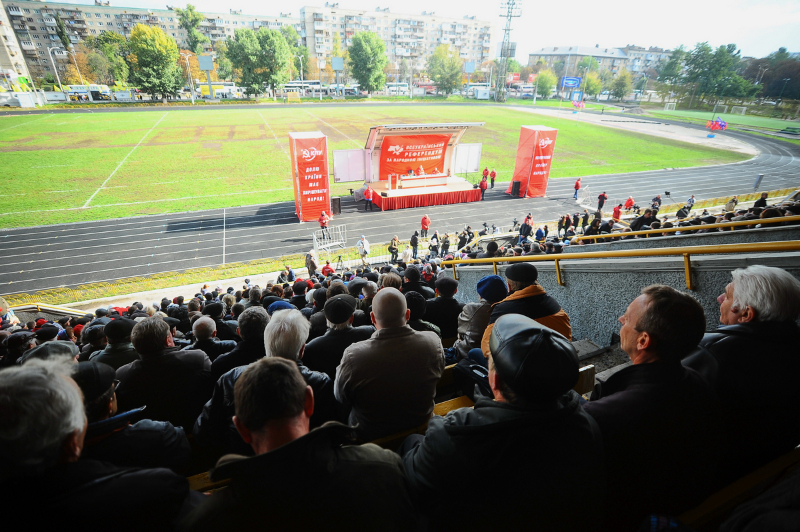
Стадион «Спартак», Кирилловская улица, 101
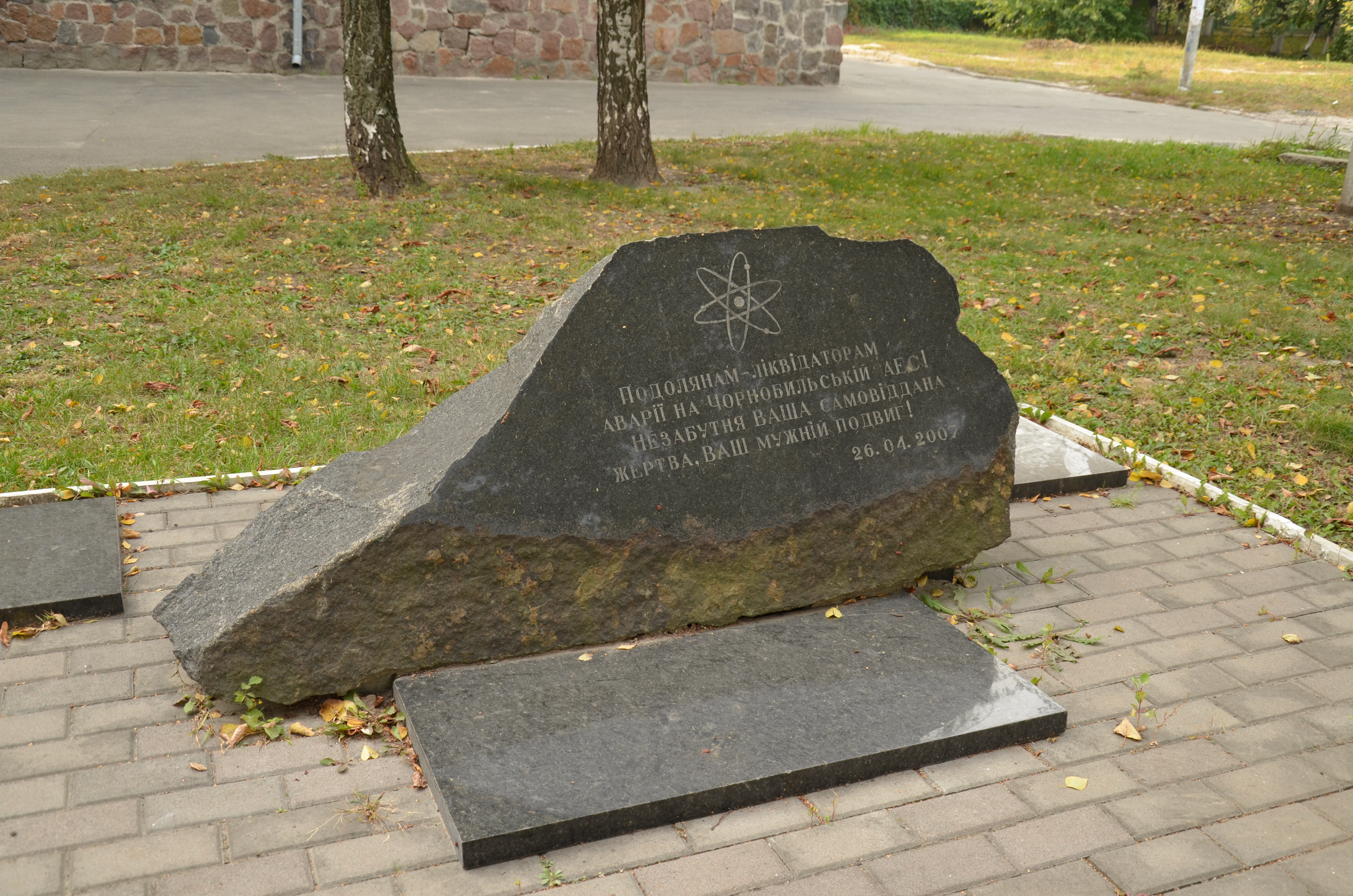
Памятник ликвидаторам аварии на ЧАЭС, Кирилловская улица
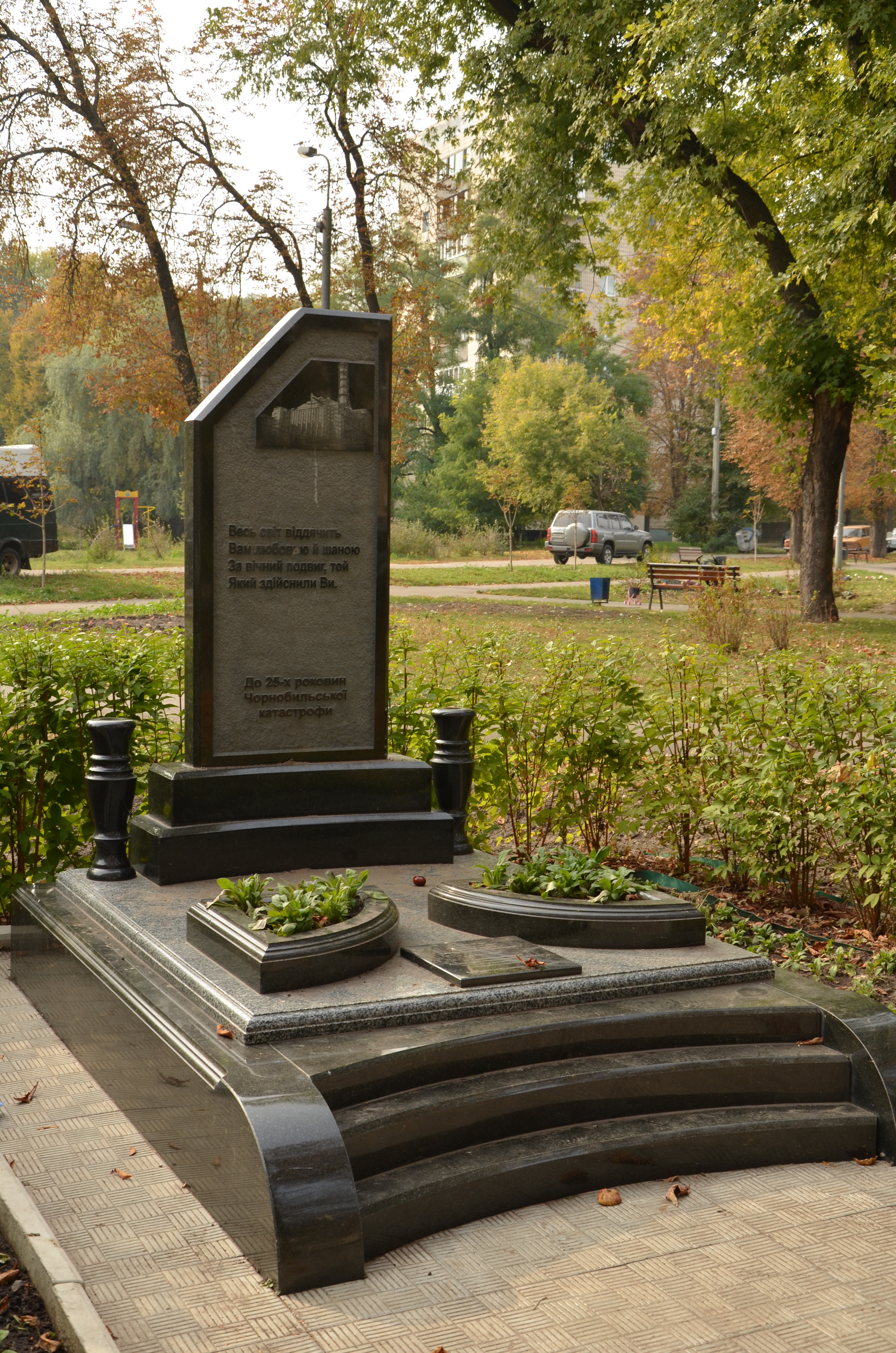
Памятник к 25-летию аварии на ЧАЭС, Кирилловская улица